# Pinware
Pinware ist eine Gemeinde (Town) in der kanadischen Provinz Neufundland und Labrador. 

## Lage
Pinware befindet sich an der Südküste von Labrador. Der Ort liegt an der Pinware Bay im Nordwesten der Belle-Isle-Straße. Nördlich von Pinware mündet der Pinware River ins Meer. Dort befindet sich auf einer Landzunge der Pinware River Provincial Park.
Der Trans-Labrador Highway (Route 510) verläuft durch Pinware. Pinware liegt den Orten West St. Modeste im Westen und Red Bay im Osten.

## Einwohnerzahl
2011 hatte die Gemeinde Pinware 107 Einwohner und 2016 waren es nur noch 88 Einwohner.